# Campionati italiani di aquathlon del 2011
I Campionati italiani di aquathlon del 2011 (XII edizione) sono stati organizzati dalla Federazione Italiana Triathlon e si sono tenuti a Barberino in Toscana, in data 9 luglio 2011.
Tra gli uomini ha vinto Manuel Biagiotti (Friesian Team), mentre la gara femminile è andata a Silvia Gemignani (DDS).

## Risultati

### Élite uomini
| Pos. | Atleta                | Società sportiva             | Corsa    | Nuoto    | Corsa    | Totale   |
| ---- | --------------------- | ---------------------------- | -------- | -------- | -------- | -------- |
|      | Manuel Biagiotti      | Friesian Team                | 00:07:56 | 00:13:06 | 00:08:40 | 00:29:42 |
|      | Leonardo Ballerini    | Triathlon Cremona Stradivari | 00:07:56 | 00:13:04 | 00:08:43 | 00:29:43 |
|      | Davide Bargellini     | Friesian Team                | 00:07:55 | 00:13:07 | 00:08:59 | 00:30:01 |
| 4    | Andrea Morelli        | CUS Torino Triathlon         | 00:07:57 | 00:13:04 | 00:09:24 | 00:30:25 |
| 5    | Francesco Nicolai     | La Fenice Triathlon          | 00:07:57 | 00:13:29 | 00:09:24 | 00:30:50 |
| 6    | Luca Borsacchi        | Canottieri Napoli            | 00:08:29 | 00:14:12 | 00:09:07 | 00:31:48 |
| 7    | Gabriele Salini       | Freezone                     | 00:08:11 | 00:14:24 | 00:09:23 | 00:31:58 |
| 8    | Federico Pieri        | La Fenice Triathlon          | 00:08:24 | 00:14:16 | 00:09:50 | 00:32:30 |
| 9    | Mauro Pera            | Forhans Team                 | 00:08:11 | 00:14:30 | 00:10:03 | 00:32:44 |
| 10   | Gennaro Lamberti      | Canottieri Napoli            | 00:08:42 | 00:14:33 | 00:09:42 | 00:32:57 |
| 11   | Giovambattista Pisano | Canottieri Napoli            | 00:08:44 | 00:14:39 | 00:09:36 | 00:32:59 |
| 12   | Federico Banti        | Canottieri Mincio            | 00:08:25 | 00:15:34 | 00:09:22 | 00:33:21 |
| 13   | Andrea Luise          | Padova Nuoto Triathlon       | 00:08:32 | 00:15:22 | 00:09:29 | 00:33:23 |
| 14   | Andrea Fiore          | Läufer Club Bozen            | 00:08:42 | 00:14:46 | 00:09:57 | 00:33:25 |
| 15   | Michele Insalata      | Canottieri Napoli            | 00:07:57 | 00:16:42 | 00:08:58 | 00:33:37 |
| 16   | Cristiano Marchese    | CNM Triathlon                | 00:08:19 | 00:15:52 | 00:09:26 | 00:33:37 |
| 17   | Lorenzo Boni          | Olimpia Triathlon            | 00:08:25 | 00:15:25 | 00:09:52 | 00:33:42 |
| 18   | Gabriele Balestrini   | La Fenice Triathlon          | 00:08:37 | 00:16:06 | 00:09:14 | 00:33:57 |
| 19   | Alberto Brogi         | Vis Cortona                  | 00:09:03 | 00:15:11 | 00:09:45 | 00:33:59 |
| 20   | Andrea Martinelli     | Livorno Triathlon            | 00:09:11 | 00:14:05 | 00:10:46 | 00:34:02 |

### Élite donne
| Pos. | Atleta                     | Società sportiva             | Corsa    | Nuoto    | Corsa    | Totale   |
| ---- | -------------------------- | ---------------------------- | -------- | -------- | -------- | -------- |
|      | Silvia Gemignani           | DDS                          | 00:09:19 | 00:14:28 | 00:10:13 | 00:34:00 |
|      | Veronica Signorini         | Triathlon Cremona Stradivari | 00:09:18 | 00:14:30 | 00:11:21 | 00:35:09 |
|      | Manuela Ascoli             | Minerva Roma                 | 00:09:37 | 00:16:22 | 00:10:26 | 00:36:25 |
| 4    | Maria Ciocca               | T.D. Rimini                  | 00:09:19 | 00:16:56 | 00:10:13 | 00:36:28 |
| 5    | Maria Grazia Prestigiacomo | Tennis Club Palermo 2        | 00:09:27 | 00:16:48 | 00:10:15 | 00:36:30 |
| 6    | Francesca Rossi            | Forhans Team                 | 00:10:26 | 00:14:46 | 00:11:51 | 00:37:03 |
| 7    | Consuelo Ferragina         | Canottieri Napoli            | 00:09:34 | 00:17:52 | 00:10:21 | 00:37:47 |
| 8    | Giulia Sciortino           | Bcicli Triathlon             | 00:09:48 | 00:17:15 | 00:10:54 | 00:37:57 |
| 9    | Federica Curatolo          | CUS Torino Triathlon         | 00:10:23 | 00:16:23 | 00:11:28 | 00:38:14 |
| 10   | Lara Barucci               | T.D. Rimini                  | 00:10:11 | 00:16:12 | 00:11:52 | 00:38:15 |
| 11   | Daniela Calvino            | Ermes Campania               | 00:10:58 | 00:15:56 | 00:12:33 | 00:39:27 |
| 12   | Giulia Bedorin             | Padova Triathlon             | 00:10:43 | 00:16:50 | 00:12:00 | 00:39:33 |
| 13   | Rossella Nocchia           | Olimpia Triathlon            | 00:10:48 | 00:16:55 | 00:12:12 | 00:39:55 |
| 14   | Arianna Gigoni             | La Fenice Triathlon          | 00:09:48 | 00:19:27 | 00:10:50 | 00:40:05 |
| 15   | Manuela De Vito            | Ermes Campania               | 00:10:37 | 00:18:25 | 00:11:26 | 00:40:28 |
| 16   | Gessica Sarti              | Triathlon Faenza             | 00:10:13 | 00:18:46 | 00:11:31 | 00:40:30 |
| 17   | Elena Jaccheri             | La Fenice Triathlon          | 00:09:54 | 00:20:17 | 00:10:43 | 00:40:54 |
| 18   | Gessica Piuma              | Freestyle Triathlon          | 00:00:00 | 00:00:00 | 00:41:04 | 00:41:04 |
| 19   | Marta Giacomini            | Padova Nuoto Triathlon       | 00:11:42 | 00:17:00 | 00:12:34 | 00:41:16 |
| 20   | Camilla Martinelli         | Canottieri Napoli            | 00:10:37 | 00:18:22 | 00:13:02 | 00:42:01 |